# Aizoon karooicum
Aizoon karooicum là một loài thực vật có hoa trong họ Phiên hạnh. Loài này được Compton mô tả khoa học đầu tiên năm 1931.